# Петербургское востоковедение
Петербу́ргское востокове́дение — издательский центр в Санкт-Петербурге, специализирующийся на публикации научной и научно-популярной литературы по востоковедению, этнографии и археологии, а также академических монографий, сборников статей и переводов важнейших культурных памятников стран Востока. Издательство основано в 1992 году, руководитель — И. А. Алимов
В 2001 и 2004 годах награждалось дипломом ЮНЕСКО за лучшее издание, вносящее значительный вклад в диалог культур. В 2003 году авторы-составители сборника «Сосуды тайн. Туалеты и урны в культурах мира», изданного «Петербургским Востоковедением» (Игорь Алимов, Игорь Хисматуллин и Олег Дивов) были награждены премией имени Александра Беляева.